# Oj šargijo, žice ti od zlata
Oj šargijo, žice ti od zlata, EP hrvatske izvorne glazbe izvođača Ive Kovačevića-Šercija, Alojza-Kovačevića-Šercija i Mate Crvenkovića. Snimljen je u mono tehnici. Naslovnu fotografiju s albuma napravio je Vlado Štefanac. Offsetno ga je tiskalo Znanje iz Zagreba. Objavljen pod etiketom Jugotona. Šargiju na albumu svira Ivo Kovačević-Šerci.
Popis pjesama na A strani:
- Oj šargijo, žice ti od zlata (napisao Ivo Kovačević-Šerci)
- Svud je mokro, pod prozorom suvo  (napisao Ivo Kovačević-Šerci)

Popis pjesama na B strani:
- Doć ću ti draga jedne tamne noći   (napisao Ivo Kovačević-Šerci)
- Kolo Maglajka (narodna)